# Treechada Petcharat
Treechada Petcharat (tiếng Thái: ตรี ชฎา เพชรรัตน์; RTGS: Trichada Phetcharat), tên khai sinh là Saknarin Marnyaporn (tiếng Thái: ศักดิ์ นรินทร์ มา ล ภร ณ์; RTGS: Saknarin Manyaphon; ngày 5 tháng 10 năm 1986), được biết đến nhiều hơn với tên Poyd (tiếng Thái: ปอย RTGS: Poi), Nong Poy, hoặc Treechada Malayaporn, là một hoa hậu, diễn viên và người mẫu người Thái Lan. Petcharat trải qua phẫu thuật chuyển giới ở tuổi 17.

## Cuộc sống và sự nghiệp
Sinh ra là bé trai nhưng từ nhỏ, Nong Poy luôn thấy mình là nữ. Cô thích mặc, chơi đồ chơi của con gái. Đến tuổi dậy thì, cô thấy ngày càng nữ tính, ngực nở nang như những cô bạn cùng trang lứa. "Trước mặt cha mẹ, tôi phải giả vờ như một cậu bé. Tôi căm ghét bộ phận sinh dục nam trên cơ thể mình", Nong Poy từng tâm sự trên Thairath. Bị bí bách, khổ sở, cô quyết định phẫu thuật thẩm mỹ khi còn học cấp ba. Ban đầu, cha mẹ của Nong Poy phản đối ý định của con trai, tuy nhiên các bác sĩ, chuyên gia tâm lý đều khuyên cậu sớm phẫu thuật. Với quyết tâm của mình, Nong Poy dần làm bố mẹ thay đổi suy nghĩ. Quá trình "dao kéo" khiến cơ thể Nong Poy - lúc đó 17 tuổi - đau đớn nhưng cô được thoải mái trong tâm hồn. "Tôi chưa từng nghĩ đó là một ca phẫu thuật mà đó là một quy trình chuyển đổi sai thành đúng. Vì thế tôi không thấy đau khổ", Nong Poy nói.
Năm 2004, Nong Poy đăng quang Miss Tiffany Universal (dành cho thí sinh Thái Lan), sau đó, thể hiện xuất sắc tại Miss International Queen (Hoa hậu chuyển giới quốc tế) và đoạt ngôi hoa hậu cùng giải Người đẹp trình diễn áo tắm đẹp nhất. Các danh hiệu này là bàn đạp để Nong Poy tiến quân làng giải trí.
Từng bị kỳ thị, xì xào về giới tính và chuyện phẫu thuật thẩm mỹ, Nong Poy nói: "Thực tôi thấy rất tự hào. Tôi chuyển giới không phải vì a dua theo trào lưu. Tôi tin vào tiếng nói của cơ thể. Người thân và bạn bè đều hiểu tôi muốn được sống là chính mình". Nhan sắc của Nong Poy hoàn thiện hơn theo thời gian. Tại Thái Lan, cô xuất hiện tần suất cao tại các lễ trao giải, sự kiện thời trang, bìa tạp chí. Cô còn là gương mặt đại diện của một số thương hiệu làm đẹp.
Từ đầu thập niên 2010, Nong Poy tìm kiếm cơ hội phát triển ở châu Á. Năm 2013, đạo diễn Hong Kong Trần Mộc Thắng mời cô tham gia "Tảo độc", đóng cùng Cổ Thiên Lạc, Trương Gia Huy, Lưu Thanh Vân... Phim có cảnh Nong Poy hôn Trương Gia Huy nồng cháy. Tài tử cho biết trên Appledaily ban đầu các thành viên đoàn phim hơi tò mò về Nong Poy nhưng sau một tuần, mọi người có cách nhìn khác về cô. Anh nể phục cô ở thái độ chuyên nghiệp trong công việc. Thành công của phim giúp Nong Poy nhận được nhiều lời mời hợp tác từ Trung Quốc đại lục, Hong Kong. Tiếp đến, Nong Poy hợp tác Châu Nhuận Phát trong "Thần Bài 2" (Đổ thành phong vân 2), tham gia một số phim hợp tác Trung - Thái.
Nong Poy có phong cách thời trang nữ tính, sang trọng. Tủ đồ của cô có nhiều trang phục của các thương hiệu Ralph Lauren, Dior...Tạp chí Elle của Hong Kong nhận xét cách mặc của cô toát lên sự mềm mại, ngọt ngào mà không phải người phụ nữ nào cũng có được. Năm 2015, Nong Poy xếp thứ 63 trong danh sách 100 gương mặt đẹp nhất thế giới, do TC Candler - website chuyên về điện ảnh - bình chọn. Cô là người chuyển giới duy nhất có mặt trong danh sách này. Theo Ettoday, thành công của Nong Poy trở thành nguồn cảm hứng cho nhiều người chuyển giới ở Thái Lan.
Người đẹp Thái còn được fan khen ngợi vì các hoạt động cộng đồng. Theo Sina, nhiều năm qua, cô trợ cấp nuôi ba em nhỏ ở trại trẻ mồ côi. Hồi tháng 6, cô quyên một triệu baht (khoảng 690 triệu đồng) để giúp một bệnh viện ở tỉnh Phuket mua vật tư y tế. Instagram của cô có 2,5 triệu người theo dõi.

## Đời tư
Vào ngày 1 tháng 3 năm 2023, Poyd kết hôn với Oak Phakwa Hongyok, một doanh nhân có gia đình có mối liên hệ lâu dài với ngành thiếc của Phuket.  Nguồn gốc của gia đình có thể bắt nguồn từ Tan Jin Nguan, một người nhập cư Trung Quốc, người đóng vai trò then chốt trong việc khởi xướng hoạt động khai thác thiếc ở tỉnh. Những đóng góp của Tan Jin Nguan đã được ghi nhận bằng cách ban cho ông cái họ hoàng gia quý giá "Hong Yok".  Trong lễ cưới của họ trên đảo Phuket, Poyd đã mặc trang phục Peranakan truyền thống, phản ánh phong cách bắt nguồn từ những người Trung Quốc di cư đầu tiên. Bộ trang phục trị giá 580.000 USD. Poyd và Oak đã quen nhau được 20 năm. Đáng chú ý, Oak là anh trai của người bạn thân nhất của Poyd.

## Các bộ phim đã từng tham gia

### Phim điện ảnh
| Năm  | Phim                            | Vai           | Đóng với                                                                |
| ---- | ------------------------------- | ------------- | ----------------------------------------------------------------------- |
| 2009 | Ja Ae Koy Leaw Ja               | Poy           | Seksan Sutthijanth                                                      |
| 2010 | With Love                       | Saifa         | Inthira Ketworasoontorn, Peechaya Wattanamontree, Wantongchai Intarawat |
| 2012 | Spicy Beauty Queen of Bangkok 2 | Maw-ying Luxx | Thana Suthikamorn                                                       |
| 2013 | Cuộc chiến á phiện              | Mina Wei      | Lưu Thanh Vân, Trương Gia Huy, Cổ Thiên Lạc                             |
| 2015 | Đổ thành phong vân 2            | Thai casino   | Châu Nhuận Phát, Trương Gia Huy, Lưu Gia Linh                           |
| 2016 | Thiên duyên tiền định           | Miao Tiao     | Đàm Diệu Văn                                                            |
| 2016 | Bác sĩ ma quỷ                   | Hình Tiêu     | Đàm Diệu Văn                                                            |
| 2016 | Poker Queen                     |               |                                                                         |
| 2018 | Game 2                          |               |                                                                         |
| 2019 | Dragon lady (2019)              |               |                                                                         |

### Phim truyền hình
| Năm  | Phim                                    | Vai       | Đài         |
| ---- | --------------------------------------- | --------- | ----------- |
| 2007 | Ruk Tur Took Wan                        | มนซี่       | CH3         |
| 2008 | Muay Inter                              | หลิงหลิง    | CH7         |
| 2017 | Nang Khaen                              | ซินดี้ สมฤทธิ์ | WorkpointTV |
| 2018 | Club Friday The Series 9: Rak Plom Plom | Toy       | GMM25       |